# 相生-アイオイ-
「相生-アイオイ-」（あいおい - ）は、JUNEDの1枚目のシングル。2008年11月7日にフロンティアワークスより発売。

## 解説
フロンティアワークスよりリリースしメジャーデビュー作となる。前作「ひこうき雲」はインディーズレーベルのPull Upよりリリース。
テレビアニメ「純情ロマンチカ2」エンディングテーマのタイアップであり、JUNEDにとってこれがはじめてのタイアップである。同日に「純情ロマンチカ2」のオープニングテーマであるpigstarの「衝動」もフロンティアワークスよりリリースされた。
2009年7月4日にJUNEDは解散した為、今作がJUNEDの最後のシングルとなった。

## 収録曲
1. 相生-アイオイ-
作詞：原田晃/作曲：毛利将文
テレビアニメ「純情ロマンチカ2」エンディングテーマ
2. ポートレート
作詞：原田晃/作曲：毛利将文
3. 相生-アイオイ-Instrumental
4. ポートレート Instrumental